# Gewichtheffen op de Olympische Zomerspelen 2016 – Klasse tot 69 kilogram vrouwen
Het gewichtheffen in de klasse tot 69 kilogram voor vrouwen op de Olympische Zomerspelen 2016 vond plaats op woensdag 10 augustus. Regerend olympisch kampioene was Rim Jong-sim uit Noord-Korea. Zij kwam tijdens deze Spelen niet in actie en kon derhalve haar titel niet verdedigen. De totale score die een gewichtheffer behaalde was de som van haar beste resultaten in het trekken en het voorslaan en uitstoten, met de mogelijkheid tot drie pogingen in elk onderdeel. In deze gewichtsklasse deden zeventien atletes mee, afkomstig uit zestien verschillende landen: Wit-Rusland werd tweemaal vertegenwoordigd.
De Chinese gewichthefster Xiang Yanmei won het goud met een totaalscore van 261 kilogram. Sara Ahmed, die Egypte vertegenwoordigde, was de eerste Arabische vrouw die een medaille won in het gewichtheffen. Ook was ze de eerste Egyptische vrouw ooit die een olympische medaille wist te winnen.

## Records
Voorafgaand aan het toernooi waren dit de wereldrecords en de olympische records.
| Wereldrecord     | Trekken | Liu Chunhong | 128 kg | Beijing | 13 augustus 2008 |
| Wereldrecord     | Stoten  | Liu Chunhong | 158 kg | Beijing | 13 augustus 2008 |
| Wereldrecord     | Totaal  | Liu Chunhong | 286 kg | Beijing | 13 augustus 2008 |
| Olympisch record | Trekken | Liu Chunhong | 128 kg | Beijing | 13 augustus 2008 |
| Olympisch record | Stoten  | Liu Chunhong | 158 kg | Beijing | 13 augustus 2008 |
| Olympisch record | Totaal  | Liu Chunhong | 286 kg | Beijing | 13 augustus 2008 |

## Uitslag
| rang   | naam                         | land             | groep | gewicht | trekken (kg) | trekken (kg) | trekken (kg) | trekken (kg) | stoten (kg) | stoten (kg) | stoten (kg) | stoten (kg) | totaal |
| rang   | naam                         | land             | groep | gewicht | 1            | 2            | 3            | Score        | 1           | 2           | 3           | Score       | totaal |
| ------ | ---------------------------- | ---------------- | ----- | ------- | ------------ | ------------ | ------------ | ------------ | ----------- | ----------- | ----------- | ----------- | ------ |
| Goud   | Xiang Yanmei                 | China            | A     | 68,78   | 113          | 116          | 118          | 116          | 142         | 145         | 147         | 145         | 261    |
| Zilver | Zjazira Zjapparkoel          | Kazachstan       | A     | 69,00   | 111          | 115          | 117          | 115          | 140         | 140         | 144         | 144         | 259    |
| Brons  | Sara Ahmed                   | Egypte           | A     | 68,00   | 107          | 110          | 112          | 112          | 135         | 140         | 143         | 143         | 255    |
| 4      | Leydi Solís                  | Colombia         | A     | 68,61   | 106          | 110          | 110          | 110          | 140         | 143         | 146         | 143         | 253    |
| 5      | Nazik Avdalyan               | Armenië          | A     | 68,55   | 103          | 107          | 107          | 107          | 130         | 133         | 135         | 135         | 242    |
| 6      | Darja Patsjaboet             | Wit-Rusland      | A     | 66,88   | 105          | 105          | 108          | 105          | 126         | 132         | 137         | 132         | 237    |
| 7      | Neisi Dajomes                | Ecuador          | B     | 68,83   | 100          | 104          | 107          | 107          | 130         | 135         | 135         | 130         | 237    |
| 8      | Ankhtsetseg Mönkhjantsangiin | Mongolië         | A     | 68,97   | 106          | 106          | 108          | 106          | 131         | 135         | 135         | 131         | 237    |
| 9      | Marie-Ève Beauchemin-Nadeau  | Canada           | A     | 68,81   | 98           | 98           | 103          | 98           | 130         | 135         | 136         | 130         | 228    |
| 10     | Rebekah Tiler                | Groot-Brittannië | B     | 68,59   | 98           | 101          | 101          | 101          | 122         | 126         | 126         | 126         | 227    |
| 11     | Apolonia Vaivai              | Fiji             | B     | 68,88   | 88           | 88           | 92           | 88           | 108         | 113         | 117         | 113         | 201    |
| 12     | Duygu Aynacı                 | Turkije          | B     | 68,83   | 85           | 88           | 90           | 90           | 105         | 110         | 110         | 110         | 200    |
| 13     | Gulnabat Kadyrova            | Turkmenistan     | B     | 68,73   | 85           | 90           | 94           | 90           | 100         | 105         | 105         | 105         | 195    |
| 14     | Arcangeline Fouodji          | Kameroen         | B     | 68,08   | 77           | 82           | 86           | 82           | 100         | 105         | 110         | 105         | 187    |
| –      | Patrycja Piechowiak          | Polen            | B     | 68,32   | 98           | 101          | 103          | 101          | –           | –           | –           | –           | –      |
| –      | Florina-Sorina Hulpan        | Roemenië         | A     | 67,52   | 100          | 100          | 100          | 100          | –           | –           | –           | –           | –      |
| –      | Anastasiya Mikhalenka        | Wit-Rusland      | A     | 67,23   | 103          | 103          | 103          | –            | –           | –           | –           | –           | –      |